# Daria Snigur
Daria Serhiivna Snihur (em ucraniano: Дарія Сергіївна Снігур; nascida em 27 de março de 2002) é uma tenista profissional ucraniana. 
Ela tem uma classificação WTA alta na carreira de No. 105 mundial em simples, alcançada em 14 de novembro de 2022. Snihur ganhou seis títulos de simples em torneios do Circuito Feminino da ITF.

## Carreira júnior
Em 2017, as campeãs dos torneios de tênis do grupo júnior Daria Snihur e Maria Dolzhenko assinaram contratos com a "International Tennis Academy" (ITA), estabelecida com o apoio do deputado popular Ihor Kononenko [en], segundo os quais a ITA deveria financiar treinamentos e torneios fora de casa para jovens tenistas próximos a atingir 18 anos de idade.
No Circuito ITF Júnior, Snigur alcançou o 2º lugar no ranking, o melhor de sua carreira, alcançado em 28 de outubro de 2019, após chegar à final do ITF Junior Finals.
Em 12 de julho de 2019, Snigur se tornou o segundo campeão júnior ucraniano em Wimbledon, depois de Kateryna Volodko. Depois de chegar à sua primeira final de simples júnior de um Grand Slam, ela derrotou Alexa Noel [en], em dois sets.

## Carreira profissional

### 2022: Estreia no Grand Slam e primeira vitória no top 10
Ela fez sua estreia na chave principal de um Grand Slam vinda da qualificatória no US Open. Na primeira rodada, ela derrotou a bicampeã do Grand Slam e ex-número 1 do mundo, Simona Halep. Esta foi a primeira vitória da carreira de Snigur entre as 10 primeiros em um evento "Major". Na segunda rodada, Snigur cometeu 48 erros não forçados e perdeu para Rebecca Marino, em dois sets.
Ela terminou o ano na posição 106, em 7 de novembro de 2022, e alcançou a posição 105, o recorde de sua carreira, uma semana depois.

### 2023: Segunda vitória entre as Top 10
No Nottingham Open, Snigur entrou na chave principal como uma "lucky loser" e derrotou, de forma surpreendente, a semifinalista do Aberto da França, jogadora do top 10, cabeça de chave N° 2 e defensora do título, Beatriz Haddad Maia.

### 2024: Estreia no Australian Open
Snigur fez sua estreia na chave principal do Australian Open em janeio, depois de passar pela qualificatória. Na primeira rodada da chave principal, acabou perdendo para Alycia Parks de virada em jogo de três sets. Em abril e maio ela conquitou dois títulos de torneios da ITF, ambos W50, um em Calvi na França, outro na região de Telavi, na Geórgia.
Para dar início à temporada em quadras de saibro, Snigur tentou o Aberto da França, mas não passou pela qualificatória. Para a temporada em quadras de grama ela participou de um torneio ITF de 100k em Londres, o Surbiton Trophy [en], mas não passou da primeira rodada, num jogo bem equilibrado contra Elizabeth Mandlik, decidido em dois "tiebreaks". Seu próximo compromisso foi no Nottingham Open, no qual venceu a favorita, cabeça de chave N° 2 e compatriota, Marta Kostyuk na primeira rodada em sets diretos.